# Jesús Mario Chacón Carrillo
Jesús Mario Chacón Carrillo (* 19. November 1944 in Orizaba, Veracruz) ist ein mexikanischer Botschafter.

## Leben
Jesús Mario Chacón Carrillo studierte an der Escuela Nacional de Agricultura in Chapingo Industrielle Landwirtschaft. Er erwarb jeweils einen Master in Betriebswirtschaft und einen in Lebensmittelproduktion an der University of California, Davis.
Jesús Mario Chacón Carrillo trat 1982 in den auswärtigen Dienst. Er war bei Regierungen in Asien, Europa und Amerika akkreditiert, leitete die Kanzlei der Botschaft in Washington und Brüssel und war Generalkonsul in Toronto als ein Programm über Saisonarbeiter in Ontario und Manitoba durchgeführt wurde. Er war vier Jahre Wirtschaftsattaché in Deutschland und vier Jahre Wirtschaftsattaché in Japan. In Japan war er daneben zwei Jahre Landwirtschaftsattaché. In seiner Amtszeit als Botschafter in Bogotá kam 2006 Felipe Calderón zum Staatsbesuch zu Álvaro Uribe Vélez. Er war an den Verhandlungen des Assoziierungsabkommen zwischen der Regierung Mexikos und der Europäischen Union beteiligt. In der Secretaría de Relaciones Exteriores leitete er die Abteilung wirtschaftliche Beziehungen zur EU und Nordamerika und die Abteilung multilateralen Wirtschaftsbeziehungen mit Europa, Asien und Afrika. Er war den längsten teil seiner Beruflichen Laufbahn mit wirtschaftlichen Themen befasst.
| Vorgänger                 | Amt                                                                      | Nachfolger              |
| ------------------------- | ------------------------------------------------------------------------ | ----------------------- |
| Gilberto Limón Enríquez   | mexikanischer Botschafter in Bogotá 1. Februar 2004 bis 11. Februar 2008 | Florencio Salazar Adame |
| Nicolás Escalante Barrett | mexikanischer Botschafter in Caracas 11. Februar 2008 bis jetzt          | —                       |